# Hernani
Hernani település Spanyolországban, Gipuzkoa tartományban. Hernani Donostia-San Sebastián, Astigarraga, Errenteria, Arano, Elduain, Urnieta és Lasarte-Oria községekkel határos. Lakosainak száma 20 355 fő (2024).

## Népesség
A település népessége az utóbbi években az alábbiak szerint változott:
| Lakosok száma | 20 375 | 20 527 | 20 355 |
|               | 2022   | 2023   | 2024   |